# Андон Дечев
Андон или Антон Дечев Харитев или Голомехов е български революционер, деец на Вътрешна македоно-одринска революционна организация в Ахъчелебийско.

## Биография
Дечев е роден в 1876 година в Чепеларе, тогава в Османската империя. В 1894 година завършва Държавното техническо училище в Княжево и става учител в Чепеларе, където работи до 1900 година. В Чепеларе на 15 април 1896 година по инициатива на Дечев е основано революционно Македонско дружество на Македонската организация и в настоятелството му влизат запасният подпоручик Христо Дечев, председател, Симеон Неделчев, касиер-деловодител и членове Андон Дечев, Георги Станков и Илия Стоилев. Член на дружеството е и Недялко Килев. Дружеството поставя основите на първия нелегален канал за Ахъчелебийско.
От 1901 до 1902 година Дечев е учител в Станимака, а по-късно работи като инспектор в Българската земеделска банка. През пролетта на 1903 година напуска работа и става четник при Петър Манджуков. По време на Илинденско-Преображенското въстание е войвода на чета във II участък в Ахъчелебийския революционен район.
Умира на 30 март 1939 година в Чепеларе.